# كزافييه فيليبس
كزافييه فيليبس (بالفرنسية: Xavier Phillips)‏ هو عازف تشيلو فرنسي، ولد في 1971 في باريس في فرنسا.

## وصلات خارجية
- كزافييه فيليبس على موقع ميوزك برينز (الإنجليزية)
- كزافييه فيليبس على موقع أول ميوزيك (الإنجليزية)
- كزافييه فيليبس على موقع ديسكوغز (الإنجليزية)